# Francisco Pacheco y Núñez de Prado
Francisco Pacheco y Núñez de Prado (Sevilla, 1 de septiembre de 1849-Alcalá de Guadaíra, 19 de septiembre de 1911) fue un aristócrata, político, terrateniente y ganadero español. 

## Origen
Nació en Utrera (Sevilla) en el seno de una familia de la nobleza local, del matrimonio formado por Álvaro Pacheco y Aragón, caballero maestrante y propietario de tierras, y Soledad Núñez de Prado y Góngora de Armenta. Fue heredero por partida doble de sus tíos paterno y materno, que murieron sin hijos. El hermano de su padre era José Pacheco y Aragón, VI marqués de Gandul, de quien heredó su extenso latifundio y el derecho al título. Su tío materno fue Ildefonso Núñez de Prado y Góngora de Armenta, importante ganadero y propietario, diputado a cortes por la provincia de Cádiz, administrador de los bienes de la reina Isabel II en Sevilla, senador vitalicio por la Sociedad Económica Sevillana de Amigos del País y gobernador civil de la provincia de Sevilla.

## Actividad en la Maestranza de Caballería de Sevilla
Francisco Pacheco y Núñez de Prado, socialmente reconocido como marqués de Gandul tras la muerte de su tío en 1884, fue un destacado personaje de la Sevilla de finales del siglo XIX y principios del siglo XX. Era caballero de la Real Maestranza y ocupó el cargo de secretario de esta corporación nobiliaria. Junto con otros miembros de la junta de gobierno, promovió la construcción de una escuela en el deprimido barrio de la Macarena con motivo de la Celebración del IV Centenario del Descubrimiento de América. La primera piedra de los Altos Colegios de la Macarena fue colocada en 1892 con la asistencia del todavía niño Alfonso XIII y su madre la reina regente María Cristina de Habsburgo-Lorena. La Real Maestranza de Caballería de Sevilla financió la totalidad de la obra, que culminó dos años más tarde. En agradecimiento, el Ayuntamiento de Sevilla dedicó las calles adyacentes al colegio a ilustres caballeros maestrantes que habían hecho realidad el proyecto. Una de las vías se rotuló "Pacheco y Núñez de Prado", y no como sería natural "Marqués de Gandul" debido a que don Francisco oficialmente nunca dispuso del título nobiliario por alguna razón relacionada con el pago de derechos de sucesión. Esto no significaba que incluso la prensa de la época se refiriera a él por el título que le correspondía como heredero de su tío el marqués. Se da el caso que en uno de los rótulos que nombran la calle, figura de manera incorrecta su segundo apellido como "Núñez del Prado" en lugar de "Núñez de Prado".

## Política
Aunque su tío el marqués de Gandul fuera un destacado carlista, Pacheco y Núñez de Prado militó en las filas del Partido Liberal-Conservador, llegando a ser vocal del comité provincial de su partido. En 1901 se presentó como candidato a la alcaldía de Sevilla en las elecciones municipales, encabezando las listas de los liberales romeristas. No llegó a ocupar la alcaldía, aunque fue concejal durante varios años. Entre 1907 y 1909 fue Delegado Regio de Primera Enseñanza de la Provincia de Sevilla.

## Otras actividades públicas
Patrocinó y participó en la fundación de la hermandad de Santa Cruz en 1904, siendo el primer hermano mayor que tuvo la cofradía. Ocupó el cargo hasta que falleció y su retrato ocupa un lugar de honor en la galería de hermanos mayores situada en la casa de hermandad de dicha corporación.
Como representante del Ayuntamiento en la junta municipal de educación de primera enseñanza, se encargó en 1906 de la organización de las llamadas Colonias Escolares de Sevilla, cuyo fin era proporcionar en verano unos días de vacaciones en la playa a niños de familias humildes. También promovió la creación del aula de música de las Escuelas de la Macarena, de donde nació la banda de música del colegio y en donde se inició siendo niño el famoso director de banda sevillano Manuel Pérez Tejera, el maestro Tejera.  
Después de una exitosa exposición de productos agrícolas celebrada en Sevilla en la primavera de 1905, Pacheco y Núñez de Prado, junto con otras destacadas figuras de la vida cultural, económica y política de la ciudad, se encargó de promover la celebración de una Exposición Internacional de cara al mundo iberoamericano. Este grupo integró la primera comisión encargada de llevar adelante lo que más tarde sería la Exposición Iberoamericana de Sevilla de 1929.

## Ganadería
Francisco Pacheco y Núñez de Prado fue el mayor terrateniente del término municipal de Alcalá de Guadaíra. Perteneció a una generación de aristócratas andaluces interesados en la explotación directa de sus latifundios, dejando de lado el carácter absentista de sus antepasados. Una práctica que extendió la pequeña corte sevillana de Antonio de Orleans, duque de Montpensier, y que también tenía su reflejo en la figura del gentleman farmer inglés.
Su abuelo el V marqués de Gandul, Francisco Pacheco y Gómez de Barreda, ya poseyó una ganadería de reses bravas de cierta fama pero fue en 1880, a la muerte de su tío materno, cuando se hizo cargo de la ganadería Núñez de Prado, de notable importancia en el mundo de la tauromaquia por pertenecer a la casta Vistahermosa, considerada ésta una de las castas fundacionales del toro de lidia. Los toros de la ganadería Pacheco y Núñez de Prado pastaban en las dehesas de Gandul y Las Majadillas, en Alcalá de Guadaíra, y se estuvieron lidiando en diferentes plazas de España durante al menos una década. A principios del siglo XX la mayor parte de las cabezas de ganado se habían vendido a otras importantes ganaderías de la época, como la de José Antonio Adalid o la de Juan Vázquez. De las ganaderías bravas actuales son la de Urcola y la de Herederos del Conde de la Maza las que poseen reses con orígenes en Pacheco y Nuñez de Prado.

## Coleccionismo arqueológico
Según el testimonio del arqueólogo anglo-francés Jorge Bonsor, Francisco Pacheco poseía en los jardines del palacio de Gandul numerosos restos procedentes de la rica zona arqueológica de Los Alcores en la que se situaba su finca. Entre estos restos destacaba una colección de alrededor de treinta lápidas romanas y una cabeza de carnero tallada en piedra. En 1891 el marqués empezó a excavar por su cuenta el montículo del Toruño, situado en la Mesa de Gandul, buscando un suntuoso enterramiento en el interior de lo que él creía un gran túmulo. Solo halló rellenos y materiales constructivos de época prerromana por lo que abandonó el proyecto. Hoy en algunos historiadores señalan al Toruño como parte de un sistema defensivo a base de elevaciones artificiales del terreno. Bonsor negoció con Francisco Pacheco la realización de excavaciones arqueológicas en sus terrenos de Gandul, pero no se llevaron a cabo porque el marqués exigía el cincuenta por ciento de las piezas extraídas, cosa que no aceptó Bonsor, así que solo pudo excavar en propiedades adyacentes a Gandul, como Bencarrón, Cañada Honda y Las Canteras.

## Matrimonio e hijos
Estuvo casado con doña María Dolores Rubio y Góngora de Armenta, natural de Córdoba, hija de don Francisco Rubio y Velázquez de Velasco, VI marqués de Valdeflores, I marqués pontificio de Velázquez de Velasco, concejal y diputado por la provincia de Córdoba, así como senador vitalicio. Francisco Pacheco y María Dolores Rubio tuvieron ocho hijos. Murió en su finca de Gandul el 19 de septiembre de 1911.